# Herakleia Sintike
Herakleia Sintike (lat. Heraclea Sintica) war eine antike Stadt im thrakischen Ostmakedonien, südlich des Strymon. Die Stadt wurde in den frühen 2000er Jahren in der Nähe des südwestlichen bulgarischen Dorfes Rupite lokalisiert. Vorher konnte Herakleia anhand von Münzfunden und schriftlichen Quellen nur ungefähr lokalisiert werden.
Die Gegend wurde zuerst vom thrakischen Stamm der Sinti (1300-1200 vor Christus) bewohnt, die der Stadt den Namen gaben. Als der Makedonenkönig Philipp II. im 4. Jahrhundert v. Chr. Sintike eroberte, fügte er den Namen Herakleia (nach dem Halbgott Herakles) hinzu. Erwähnt wird die Stadt durch den Historiker Titus Livius. Nach der römischen Eroberung gehörte sie zur Provinz Macedonia. Um ca. das Jahr 425 zerstörte ein Erdbeben einen Großteil der Stadt. Sie erscheint in der Schrift Synékdemos, einem Verzeichnis der Provinzen und Städte des unter Justinian I. kurzzeitig erneuerten Römischen Reiches, was zeigt, dass die Stadt noch im 6. Jahrhundert bewohnt war.